# Chresmologe
Als Chresmologe (altgriechisch χρησμολόγος, von χρησμός ‚Orakelspruch‘) wird ein Sammler und Kompilator von Orakelsprüchen bezeichnet. Entsprechend bezeichnet Chresmologie die Orakelkunde.
Gegenstand solcher Sammlungen waren nicht nur Orakelsprüche im engeren Sinn, sondern auch allgemein Weisheitssprüche und Zeugnisse mythischer Dichter wie Orpheus oder Musaios.
Ein bekannter Chresmologe war Onomakritos, der die Sprüche des Musaios sammelte (und interpolierte).
Chresmologos kann auch im Gegensatz zum inspirierten Seher (mantis), den Verkünder (prophetes) und Deuter eines Orakelspruchs bezeichnen, d. h. der Chresmologe ist in diesem Fall Teil des kultischen Personals einer Orakelstätte.